# Calixte Duguay
Calixte Duguay est un enseignant et artiste multidisciplinaire canadien né à Sainte-Marie-sur-Mer (aujourd'hui Sainte-Marie–Saint-Raphaël), sur l'île de Lamèque, Nouveau-Brunswick (Canada) le 15 juillet 1939.

## Biographie
Après ses études primaires à son village natal de Sainte-Marie-sur-Mer, il s'inscrit en 1953 à l'Université du Sacré-Cœur, devenu plus tard Collège de Bathurst de Bathurst. Il y obtient un baccalauréat ès arts en 1960 et un baccalauréat en pédagogie en 1962. Entre 1960 et 1964, il enseigne ensuite aux écoles de Caraquet et Bathurst. Il s'inscrit ensuite à la faculté de lettres de l'Université Laval à Québec et il y obtient une maitrise ès arts en français deux ans plus tard, en 1966. Il termine sa scolarité de doctorat à la même université en 1968. Il devient professeur au Collège de Bathurst la même année.
Calixte Duguay est également présent sur la scène artistique, où il poursuit une carrière nationale et  internationale. Il est le fondateur, directeur artistique et directeur général de Malou-z-art Inc., une compagnie de production de théâtre musical. Il a produit, entre autres, la pièce Louis Mailloux au Théâtre Capitol de Moncton en 1994 et travaille actuellement à la production de la pièce La lambique à Tracadie-Sheila pour l'année 2014.
Calixte Duguay réside aujourd'hui à Caraquet, où il possède son propre studio d'enregistrement. Un nouvel album double, regroupant 24 chansons, sortira en octobre 2014.
Son plus grand succès, la chanson Les Aboiteaux, a été créée en 1976 par la chanteuse québécoise Nicole Martin qui l'a intégrée à son album L'Hymne à l'amour.

## Discographie
- Les Aboiteaux
- Louis Mailloux (première version-1979)
- Retour à Richibouctou
- Rien que pour toi
- Les Couleurs de ma vie
- De terre et d'eau (2009)
- Louis Mailloux (nouvelle production-1993)
- Orchidée d'Acadie (0ctobre 2014)

Trois de ses chansons figurent au programme d'Ode à l'Acadie.

## Publications
- Odette Castonguay, Aussi longtemps que je vivrai, Biographie de l'auteur m(co-publication), 2005.
- Calixte Duguay, Alentour de l'île et de l'eau, recueil de chansons avec accompagnement pour piano et accords chiffrés, 1996.
- Calixte Duguay et Jules Boudreau, Louis Mailloux, Éditions d'Acadie, 1994.
- Les Stigmates du silence, revueil de poèmes, Éditions d'Acadie, 1975.

## Distinctions
Il est lauréat du Gala de la chanson de Caraquet. En 1974, il remporte également le Grand Prix du Festival international de la chanson de Granby. En 2008, il reçoit le Prix quinquennal Antonine-Maillet-Acadie-Vie pour la qualité littéraire de son œuvre et en 2010, celui du Lieutenant-gouverneur du Nouveau Brunswick. L'Université de Moncton lui décerne un doctorat honoris causa en 1996. Il est admis à l'Ordre du Canada (2010), à l'Ordre des francophones d'Amérique (2012) et à l'Ordre du Nouveau-Brunswick (2012).